# Transversais
Transversais é um filme documentário brasileiro de 2022, dirigido por Émerson Maranhão. O filme estreou em 24 de fevereiro de 2022 na Netflix e acompanha a história de cinco pessoas que compartilham a transexualidade como assunto em comum.
O filme participou de um longo circuito de festivais antes de sua estreia oficial, incluindo a Mostra Internacional de Cinema de São Paulo, o Festival Mix Brasil de Cultura da Diversidade e o Cine Ceará.
O filme, inicialmente, seria uma série documental que iria expandir a trama abordada no curta-metragem Aqueles Dois. A produção do filme contava com o auxílio de um edital para televisões públicas para programas voltados para pautas LGBTQIA+. Entretanto, o projeto foi ridicularizado e rejeitado pelo então presidente da república Jair Bolsonaro, que durante transmissão ao vivo em uma rede social disse: "Olha o tema: 'sonhos e realizações de cinco pessoas transgêneros que moram no Ceará. O filme é isso daqui, conseguimos abortar essa missão".

## Sinopse
Cinco pessoas, de diferente classes sociais, origem, história e profissões, possuem um fato em comum: todos eles foram atravessados pela transexualidade em suas vidas. Todos moram no estado do Ceará. O filme acompanha, a partir dos depoimentos, suas vivências, o que é ser uma pessoas trans, o processo de descoberta e aceitação de sua real existência.

## Elenco
| Samilla Marques Aires |
| Érikah Alcântara      |
| Edivane Barros        |
| Clotilde Batista      |
| Mara Beatriz          |
| José Rogério Franklin |
| Caio José             |
| Kaio Lemos            |
| Lara Mendes           |
| Jânio Torres          |

## Prêmios e indicações
| Ano  | Associações                                 | Categoria                                            | Nomeações                         | Resultado |
| ---- | ------------------------------------------- | ---------------------------------------------------- | --------------------------------- | --------- |
| 2020 | Mostra Internacional de Cinema de São Paulo | Melhor Filme (mostra competitiva de novos diretores) | Allan Deberton e Emerson Maranhão | Indicado  |
| 2020 | Cine Ceará                                  | Melhor Filme (Mostra Paralela)                       | Allan Deberton e Emerson Maranhão | Indicado  |